# ملیای
ملیای (به یونانی: Μελίαι Meliai) نیمف‌های درخت زبان‌گنجشک هستند که همه با این نام خوانده می‌شدند. آن‌ها توسط ریخته شدن قطره‌های خون بر روی گایا (زمین)، زمانی که کرونوس پدرش اورانوس را اخته کرد، به وجود آمدند. آن‌ها زنانی جوان شبیه به انسان بودند که در داخل درختان بزرگ می‌شدند. الهه‌های انتقام و گیگانت‌ها نیز از همان خون به وجود آمدند، این بدین معنی است که شاید نیمف‌های درخت زبان گنجشک سرنوشت را به شکل زیباتری نشان می‌دادند. نیمف‌های درخت زبان گنجشک از خود ماده‌ای شیرین تولید می‌کردند که یونانیان باستان به آن مانا (گزانگبین یا عسل) می‌گفتند. سومین نسل بشر در عصر برنز از ملیای سرچشمه می‌گیرد. این نسل از انسان‌ها از گزانگبین شیرین و زبان‌گنجشک تغذیه می‌کردند. در گذشته بر این باور بودند که گزانگبین درخت زبان‌گنجشک و عسل زنبورها به یکدیگر مرتبط هستند و هر دو به عنوان یک ماده غذایی لذیذ که از آسمان نزول کرده به‌شمار می‌روند. ملیای همانند نیمف‌های عسل المپ نشینان غذا و عسل تهیه می‌نمودند. فرزندان پسرشان، از مانای درخت زبان‌گنجشک تغذیه می‌کردند و از شاخه‌های دختران مادرشان برای خود نیزه می‌ساختند. آن‌ها بسیار پرخاشگر بودند و از جنگیدن لذت می‌بردند، اما در نهایت مورد خشم زئوس قرار گرفتند و به وسیلهٔ سیل عظیم توفان بزرگ از بین رفتند.
نیمف‌های عسلی که زئوس را در کرت پرورش و بزرگ کردند (همانند ایدا و آدراستیا) نیز ملیای نامیده می‌شدند. ملیای‌ها اغلب به صورت گروهی زندگی می‌کردند، اگرچه در چندین افسانه، برخی از آن‌ها دارای نام‌های مختص به خود هستند. یکی از این افراد ملیا نام داشت که از ایناخوس، مادر یو، فورونئوس و آیگیلئوس شد.